# Lambda Nordica
Lambda Nordica é uma revista acadêmica de acesso aberto e revisada por pares de estudos LGBTQ . A revista é a mais antiga do gênero na região nórdica, dedicada à pesquisa interdisciplinar em estudos lésbicos/gays/bi/trans* e queer. Destina-se a fomentar a colaboração e o diálogo internacional, e oferecer aos pesquisadores juniores e seniores a oportunidade de publicar em inglês e nos idiomas escandinavos . A revista também revisa a literatura nórdica e internacional no campo dos estudos LGBTQ.
A Lambda Nordica foi fundada em 1989  como uma revista cultural sueca/nórdica de pesquisa sobre homossexualidade, com base regional  voltada para um público mais amplo, mas em estreita colaboração com os movimentos LGBT da época. Göran Söderström foi um notório editor-chefe nos primeiros anos. Com o tempo, a publicação evoluiu e hoje é uma revista acadêmica voltada para pesquisadores, professores e alunos.
A revista é publicada em papel, e, desde 2012, de acesso aberto online. Artigos individuais recebem números DOI . A revista é indexada pela EBSCO Information Services como parte de seu banco de dados LGBTQ+ Source.
A revista publica principalmente artigos de pesquisa revisados por pares, que estão sujeitos a revisão double-blind por pares . A seção Estamos aqui apresenta ensaios que abordam diferentes perspectivas sobre questões atuais da pesquisa e da política LGBTQ. Colaboradores anteriores de Estamos aqui incluem Susan Stryker, Sarah Franklin, Sara Ahmed, Juana María Rodríguez e Paola Bacchetta .
A produção de Lambda Nordica tem sido apoiada por Torsten Amundsons Fond sob os auspícios da Academia Real de Ciências da Suécia . Desde 2014, Lambda Nordica também recebe financiamento do Conselho de Pesquisa Sueco .
Em 2020, os editores-chefes foram Erika Alm e Elisabeth L. Engebretsen.